# ASMP

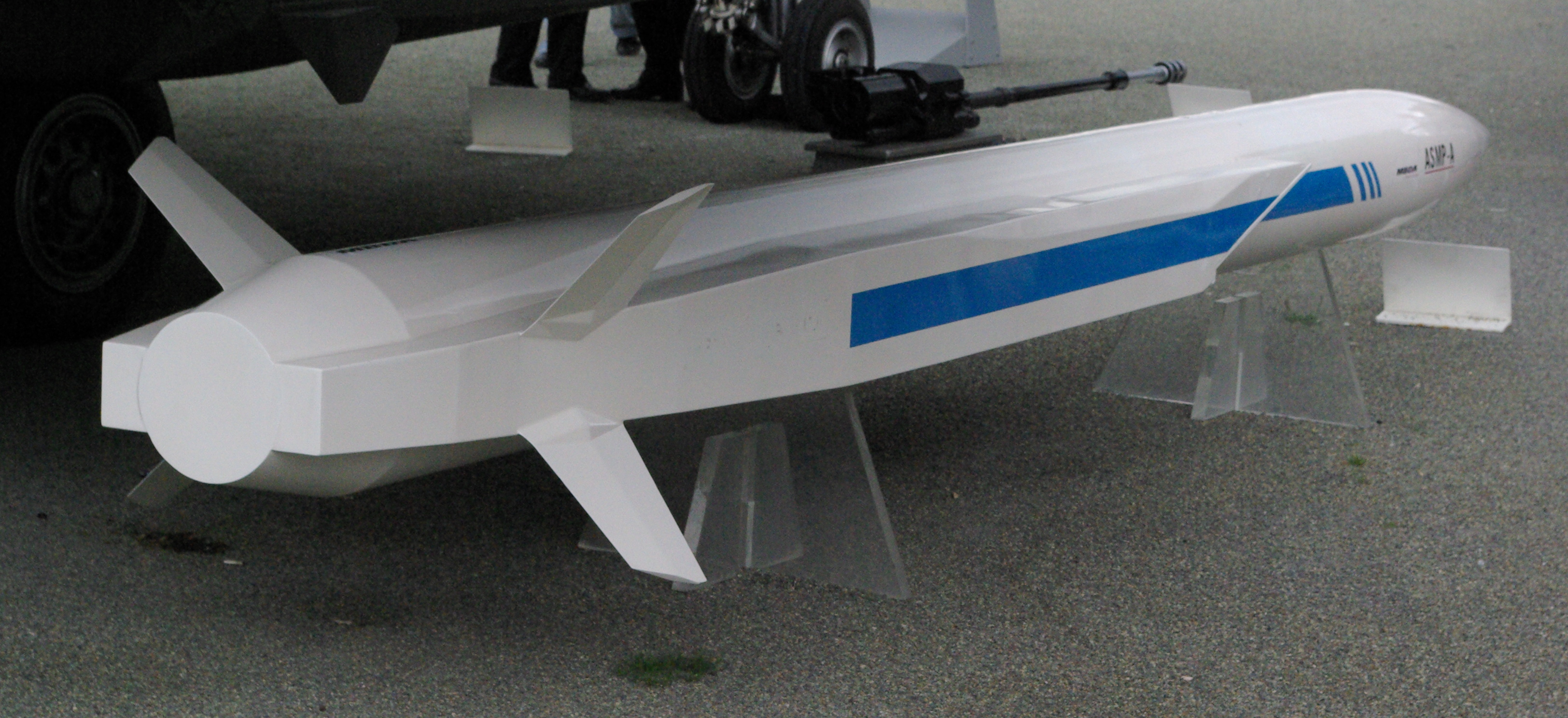
Simulacro del missile ASMP-A al Salone aeronautico di Parigi del 2007.

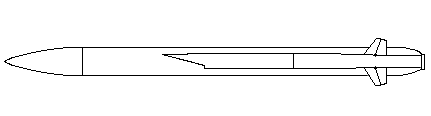
disegno laterale dell'ASMP

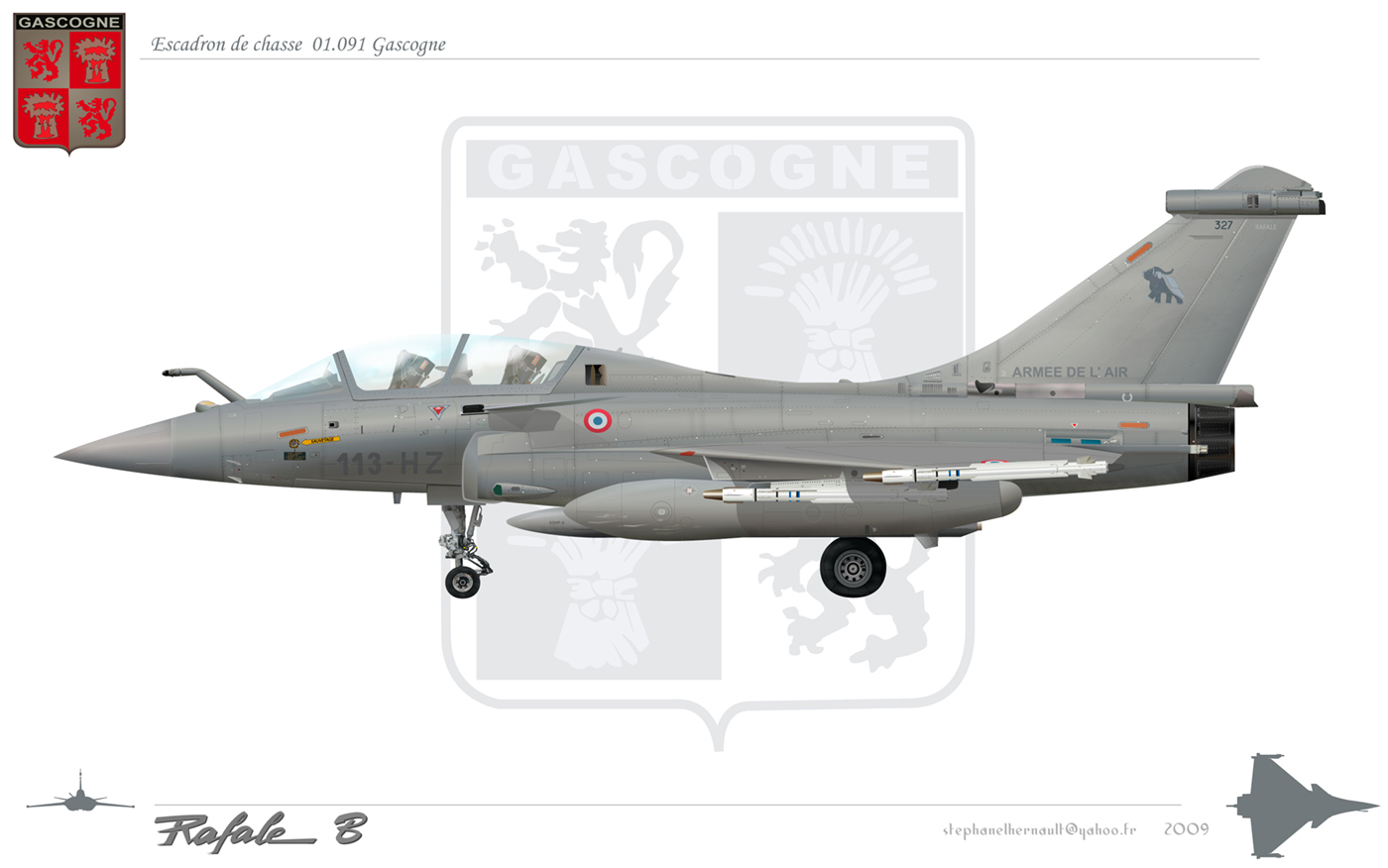
disegno di un Rafale dell'EC 01.091 Gascogne con l'ASMP-A

L'ASMP - Air Sol Moyenne Portée (dal francese: aria suolo a media portata) è un missile da crociera nucleare francese pre-strategico a medio raggio.

## Descrizione del missile
La grande capacità di penetrazione dell'ASMP discende:
- dalla sua velocità più che bisonica
- dalla sua manovrabilità
- dalla sua relativa furtività
- dalla sua insensibilità agli effetti di esplosioni nucleari, denominata indurimento
- dalla varietà di traiettorie possibili

## Funzionamento
1. Espulsione del missile
2. Messa a fuoco del blocco di polvere dopo 1 secondo con messa in pressione del serbatoio di kerosene
3. Accelerazione per 5 secondi fino a Mach 2
4. Fase di transizione di 1/10 di secondo
  - Emissione del condotto di accelerazione
  - Apertura delle prese d'aria
  - Espulsione dei tappi della camera di combustione
  - Iniezione di kerosene
  - Accensione dello statoreattore
5. Fase di crociera con tre tipi di traiettoria
  - Traiettoria a bassa quota, seguendo la forma del terreno
  - Traiettoria ad alta quota poi discendente a forte pendenza sull'obiettivo, consentendo una maggiore gittata
  - Traiettoria marina a quota molto bassa (qualche decina di metri)

## Storia della concezione
All'inizio degli anni 70, i progressi nella difesa antiaerea hanno obbligato l'Armée de l'air a migliorare le proprie armi strategiche e pre-strategiche, rispettivamente costituite dai tandem seguenti:
- Mirage IV/AN-22
- Mirage III e poi Jaguar e Super Étendard/AN-52

Si è quindi deciso di sostituire le bombe con dei missili che consentono al velivolo di far fuoco da una distanza di sicurezza. Un primo missile è stato studiato a partire dal 1974 ma il programma ha dovuto essere abbandonato. Nel 1977, l'Aérospatiale, rispondendo ad una offerta d'appalto della Direction Technique des engins propose un missile con uno statoreattore ad acceleratore incorporato. Nel 1978, l'Aérospatiale è scelto per sviluppare l'ASMP in vista di una sua utilizzazione sul Mirage 2000. L'anno successivo è presa la decisione adattarlo prioritariamente sul Mirage IV vista di una utilizzazione strategica. E nel 1980, si è deciso di dotare la Marine nationale, di una capacità pre-strategica adattando l'ASMP sul Super Étendard. L'inizio della produzione in serie si è verificata alla fine del 1983. La messa in servizio del primo squadrone di Mirage IV sopraggiungerà il 1º maggio 1986, quella sul Mirage 2000 il 1º luglio 1988 e infine la messa in servizio sul Super Étendard il 1º giugno 1989.

## Situazione attuale
L'ASMP è un missile nucleare da "ultimo avvertimento" prima degli attacchi da parte dei sottomarini, 60 testate nucleari sono state costruite. Esse sono attualmente imbarcate su 60 Mirage 2000N dell'Armée de l'air.

## Air-Sol Moyenne Portée-Amélioré (ASMP-A)
A seguito di un programma avviato nel 1997, l'ASMP è stato sostituito nel 2010 da una versione migliorata, chiamata ASMP-A (Air Sol Moyenne Portée-Amélioré, dal francese: aria suolo a media portata migliorato), con una nuova testata nucleare chiamata TNA (Tête nucléaire aéroportée, dal francese: testata nucleare aeroportata) avrebbe una capacità di 300 kt, quindici volte superiore alla bomba di Hiroshima. Con un peso di 850 kg, per una lunghezza leggermente superiore a 5 metri, le sue caratteristiche esatte sono classificate, ma secondo alcune fonti, il suo statoreattore gli consentirebbe una gittata dell'ordine di 500 km ad una velocità di Mach 3, con una precisione di attacco inferiore a 10 metri.
L'ASMP-A può essere trasportato su aerei Rafale standard F3, permettendo loro di condurre attacchi nucleari, e sui Mirage 2000N standard K3.
L'ordine coprirebbe 79 missili ASMP-A e 47 testate TNA. La consegna è prevista a partire dal 2007 fino al 2011.
Uno squadrone di Mirage 2000N è stato adattato allo standard K3 - l'EC 3/4 "Limousin" a Istres - per trasportare l'ASMP-A a partire dal 2009. Un primo squadrone, il "Gascogne" della BA de Saint-Dizier equipaggiato di Rafale standard F3 dotato dell'ASMP-A è stato dichiarato operativo alla fine del 2010, un altro squadrone è previsto al ritiro dei Mirage 2000N, cioè verso il 2018. La decisione è stata presa per limitare a due il numero di squadroni incaricati della dissuasione - cioè 40 aeromobili.
Dal lato della Marine nationale, è nel 2010 che dovrebbe essere incorporata sulla portaerei Charles de Gaulle, la prima flottiglia di Rafale M standard F3, dotata di ASMP-A.
L'ASMP-A ha fatto il suo primo lancio in volo il 16 gennaio 2006 su un aereo banco di prova Mirage 2000N ed è stato dichiarato operativo il 1º ottobre 2009, sulla base aerea 125 Istres-Le Tubé sul Mirage 2000N e il 1º luglio 2010 sulla base aerea 113 Saint-Dizier-Robinson sul Rafale.
Dopo la messa in servizio, un primo tiro dimostrativo (valutazione tecnico-operativa) è stato realizzato con successo dall'Armée de l'air il 23 novembre 2010 su un Mirage 2000N.